# Повернення до життя (фільм, 1949)
«Повернення до життя» (фр. Retour à la vie) — перший французький фільм-альманах, що складається з п'яти новел, знятих у 1949 році різними режисерами — Анрі-Жоржем Клузо, Андре Каяттом, Жоржем Лампеном та Жаном Древілем. Фільм брав участь в конкурсній програмі 3-го Каннського міжнародного кінофестивалю.

## Сюжет

### I. Повернення тітоньки Емми
(фр. Le retour de tante Emma, 20 хв.)
- Сценарист: Шарль Спаак
- Режисер: Андре Каятт
- Оператор: Рене Гаво
- У ролях: Бернар Бліє (Гастон), Елена Мансон (Симона), Жейн Маркен (тітонька Берта), Люсьєн Нат (Шарль), Нан Жермон (Анрієтта), мадам Де Ревінські (тітонька Емма).

Тітці Еммі, що вижила в Дахау, ледве вистачає сил, щоб розмовляти і розплющувати очі. Вона живе у родички, спить на матраці прямо на підлозі, тому що після усього, що їй довелося пережити, нормальне ліжко здається їй занадто м'яким і лише більше її стомлює. Її племінники та племінниці, лаючись між собою, намагаються змусити її підписати нотаріальні папери. З'ясовується, що, поки її не було, вони підробили її підпис, щоб вступити у права спадкоємства.

### II. Повернення Антуана
(фр. Le retour d'Antoine, 24 хв.)
- Сценарист: Шарль Спаак
- Режисер: Жорж Лампен
- Оператор: Ніколя Айє

У ролях: Франсуа Пер'є (Антуан), Патриція Рок (лейтенант Евеліна), Тані Шандлер (капітан Бетті), Макс Еллой (літній бармен), Жизель Превіль (Ліліан), Жанін Дарсей (Марі).
Антуан, безсімейний холостяк, заклопотаний лише пошуком роботи, влаштовується нічним барменом у готелі, обладнаному під штаб-квартиру жіночих допоміжних військових частин. За розпорядком солдати-чоловіки зобов'язані покидати будівлю не пізніше півночі, і жінки без кінця дзвонять Антуану, щоб він приніс їм випити, склав компанію, танцював, приготував їжу, замінив — на словах — уявного супутника або далекого чоловіка. Командир частини (жінка) також піддається спокусі і думає про близькість з Антуаном, після чого доручає йому денні роботи, а на нічні зміни ставить літнього бармена.

### III. Повернення Жана
(фр. Le retour de Jean, 26 хв.)
- Сценаристи: Анрі-Жорж Клузо, Жан Феррі
- Режисер: Анрі-Жорж Клузо
- Оператор: Луї Паж
- У ролях: Луї Жуве (Жан Жирар), Ноель Роквер (майор), Монетт Діне (Джульєтта), Жанна Перес (мати сімейства), Жан Брошар (постоялець), Жо Дест (німець), Лео Лапара (Бернар), Моріс Шуц (старий).

Жан Жирар мешкає в скромному сімейному пансіоні свого колишнього товариша по концтабору. Жан був поранений в ногу при спробі до втечі, і після повернення став злісним і злим. Його мучить лінь, підхоплена ним у таборі; він зайнятий тільки спостереженнями за іншими людьми і спробами їх зрозуміти. Доля дає йому новий ґрунт для роздумів. У його кімнаті знаходить притулок поранений німецький солдат, що втік з-під арешту. Жирар ховає його від поліції, коли в пансіоні влаштовують обшук. Незабаром Жирар дізнається, що поранений утікач — лютий кат і мучитель, засуджений до смерті. Жирар починає його розпитувати. Німець запевняє, що він не садист, а просто навчився бути твердішим: «Єдине виправдання жорстокості — її ефективність». Тому на допитах він був гранично жорстокий. Жирар не знаходить виправдань вмираючому катові та вколює йому смертельну дозу морфію. Після цього він здає німця поліції.

### IV. Повернення Рене
(фр. Le retour de René, 22 хв.)
- Сценарист: Шарль Спаак
- Режисер: Жан Древіль
- Оператор: Ніколя Айє
- У ролях: Ноель-Ноель (Рене), Мадлен Жером (молода вдова), Сюзанн Курталь (консьєржка), Жан Круе (дядько Ектор), Марі-Франс (дівчинка), Франсуа Патріс (шахрай), Люсьєн Гервілль (старий хлопчик).

Рене Мартен ― 1 500 000-й військовополонений, що повернувся у Францію. Із цього приводу організовується урочиста церемонія. Людина з уряду звертається до Рене з промовою і вручає йому статуетку. Насправді відбувається помилка: Рене — усього лише 1 499 998-й, але через таку мізерну різницю ніхто не стане починати церемонію наново. Рене називають «невідомим військовополоненим». «Вас звуть Мартен — значить, у вас немає імені», — говорить йому чиновник. Повернувшись додому, Рене дізнається, що дружина від нього пішла, а в його квартирі живе сім'я потерпілих під час бомбардувань Гавра: троє дітей безкарно нівечать книги і колекції хазяїна. Чоловік заявляє, що був поранений при Ваграмі — тобто під час вступу Леклерка у Париж. Рене поселяється в кімнаті служниці. Кузен-пройдисвіт радить йому почати доглядати за матір'ю трьох дітей (насправді вона — вдова і видає за чоловіка свого брата, дядька своїх дітей), щоб таким чином знову оволодіти квартирою. Рене прислуховується до пораду і розпочинає з купівлі квітів.

### V. Повернення Луї
(фр. Le retour de Louis, 23 хв.)
- Сценарист: Ноель-Ноель
- Режисер: Жан Древіль
- Оператори: Луї Паж, Марсель Вайсс
- У ролях: Серж Реджані (Луї), Сесіль Дідьє (мадам Фроман), Елізабет Арді (Івонн), Поль Франкер (мер), Анн Кампіон (Ельза), Леоне Корне (Віроле).

Луї привозить в рідне село юну німкеню Ельзу, свою нову дружину. Жителі села так її принижують, що Ельза врешті-решт кидається у ставок. Мер витягує її з води, але лікар не впевнений, що зможе врятувати їй життя. Селяни розуміють усю мерзотність своєї поведінки і приходять з повинною — але тут дізнаються, що Ельза врятована.

## Нагороди та номінації
| Список нагород та номінацій             | Список нагород та номінацій | Список нагород та номінацій | Список нагород та номінацій | Список нагород та номінацій | Список нагород та номінацій |
| Кінопремія                              | Рік                         | Категорія                   | Номінант(и)                 | Результат                   |                             |
| --------------------------------------- | --------------------------- | --------------------------- | --------------------------- | --------------------------- | --------------------------- |
| 3-й Каннський міжнародний кінофестиваль | 1949                        | Гран-прі фестивалю          | Повернення до життя         | Номінація                   |                             |